# Gordijn (afscherming)

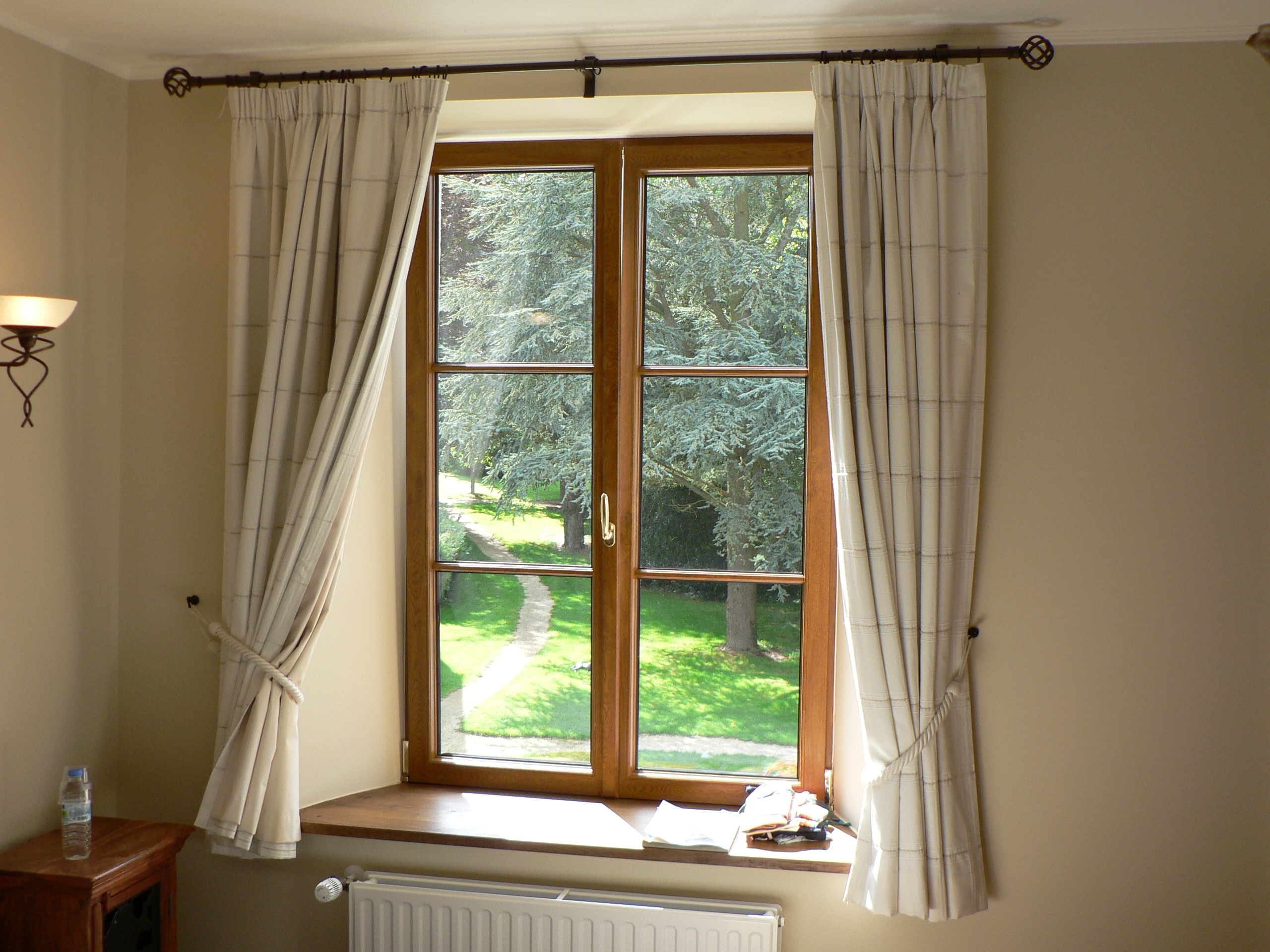
Gordijnen aan het venster van een Bed & Breakfast in Tellin

Een gordijn is een doek dat wordt gebruikt om iets af te schermen of te verbergen. Meestal worden gordijnen aan de binnenzijde van een buitenraam opgehangen om nieuwsgierige blikken buiten te houden (privacy) of/en als warmte-isolatie. 
Het woord gordijn komt van het oudfranse woord cortine en uit het latijn: cortina. In het Engels is het begrip curtain eruit ontwikkeld. Rond 1400 wordt zowel het begrip cortine als gordine gebruikt, maar van lieverlede (1460) wordt gordine het begrip voor een voorhangsel van een deur, venster of bed.  
Gordijnen worden meestal uit textiel gemaakt. Vaak wordt een gordijn gebruikt in combinatie met vitrage.

## Doel
Redenen voor het hebben van een gordijn kunnen bijvoorbeeld zijn:
- om te voorkomen dat iemand van buiten naar binnen kijkt
- om te vermijden dat er licht in een ruimte valt
- om de akoestiek van een ruimte te verbeteren
- om als isolatie te dienen
- voor binnenshuis gezelligheid wanneer het buiten donker is

### Gordijnstoffen
Voor dit doel zijn er verschillende soorten verkrijgbaar, zoals dicht geweven stoffen voor verduistering en velours gordijnen voor een luxe uitstraling.

## Bevestiging

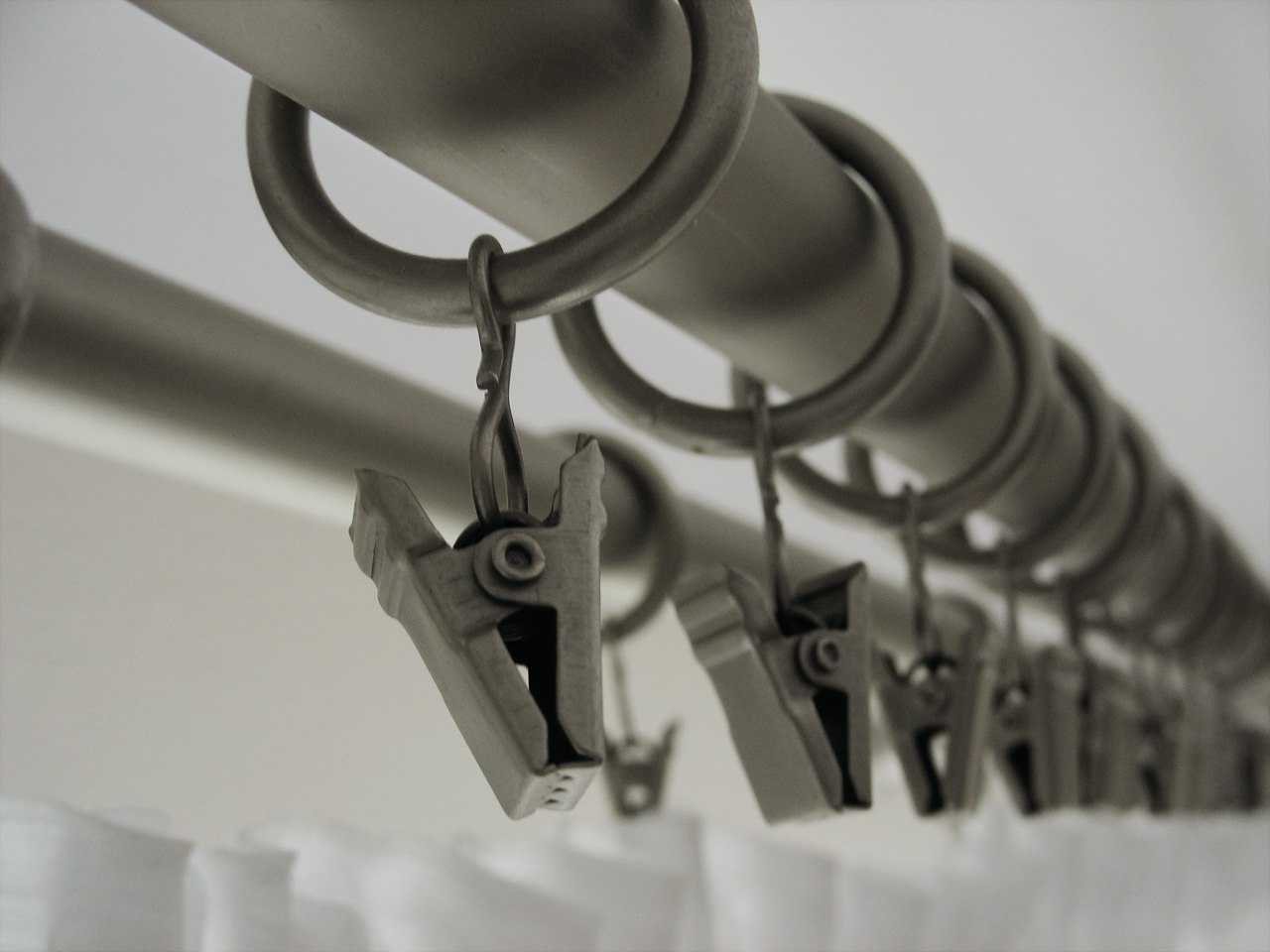
gordijnroede met gordijnhaken

Gordijnen worden opgehangen, aan een gordijnrail, een -roede of een gespannen kabel, met gordijnhaken of door middel van lussen aan het gordijn zelf. Dit maakt het mogelijk om de gordijnen opzij te schuiven, zodat ze zo min mogelijk raam bedekken, en voor het raam te schuiven zodat het hele raam wordt bedekt. De laatste gordijnhaak wordt vastgemaakt aan de eindstop zodat het gordijn bij de muur blijft hangen. Gordijnen kunnen in twee delen worden opgehangen, zodat de helft naar links en de helft naar rechts schuift, maar ook komt het voor dat het hele gordijn aan één kant wordt opgehangen. 
Vaak gebeurt het open en dicht doen door de rand van het gordijn met de hand te pakken en het simpelweg opzij te trekken. Omdat hierbij de stof vuil kan worden zijn er ook andere technieken; er bestaan transparante glazen, kunststof, houten en gekleurde metalen stokken die aan de laatste gordijnhaak worden bevestigd, en waarmee men zonder het gordijn zelf aan te raken de gordijnen kan openschuiven of dichtdoen. Ook zijn er mechanieken met een koord dat binnenin de gordijnrail ligt, zodat men via een katrol aan de buitenzijde het gordijn kan bewegen. Deze laatste mechanismen kunnen ook worden gemotoriseerd en op afstand worden bediend.
Soms worden gordijnen alleen opgehangen naast het raam, voor de sfeer, en zijn ze niet bedoeld om te sluiten. In zo'n geval ontbreekt vaak de gordijnrail, en kan ook het formaat van de gordijnen ontoereikend zijn om het hele raam te bedekken.
Een compleet ander mechaniek wordt gevormd door een rolgordijn. Dit betreft een rol die bovenaan het raam wordt bevestigd en waar een stuk stof of plastic is opgerold. Via een touwmechaniek aan de zijkant, of een veermechaniek in combinatie met een touwtje in het midden van het gordijn, kan dit worden afgerold en opgerold.
Gordijnen kunnen zeer verschillend zijn in lichtdoorlatendheid. Voor een gordijn in een slaapkamer wordt vaak een relatief zwaar, verduisterend gordijn gebruikt.

## Soorten
Gordijnen kunnen worden ingedeeld naar functie, techniek en materiaal. Verschillende soorten zijn:
- douchegordijn
- glasgordijn of vitrage
- rolgordijn
- vouwgordijn
- Noren - Japans deurgordijn

Het grote gordijn dat het toneel in een theater afsluit, heet doorgaans het  toneelscherm, -doek, -scherm of rideau.

## Alternatief
Een alternatief voor gordijnen wordt gevormd door jaloezieën.

## Overdrachtelijk gebruik
Het woord 'gordijn' kan overdrachtelijk ook voor andere dingen gebruikt worden, in samengestelde woorden als 'rookgordijn' of voor de afscheiding door het IJzeren Gordijn.